# 山羅省
山羅省（越南语：／）是越南西北部的一個省，省莅山罗市。

## 地理
山罗省西接奠边省，北接莱州省和安沛省，东接富寿省和和平省，东南接清化省，南与老挝毗邻。

## 历史

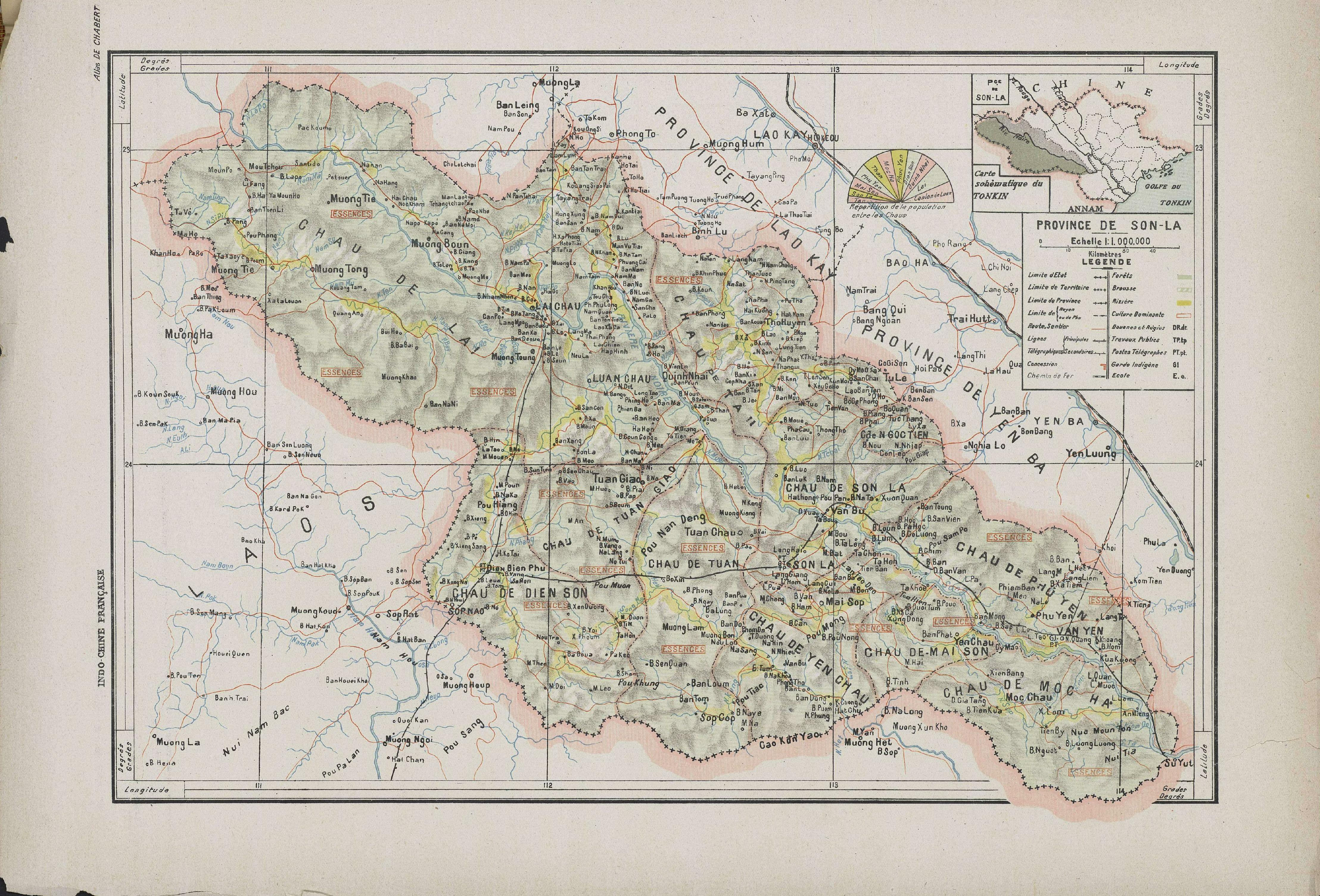
法属印度支那时期的山羅省地图

阮朝时，山罗地区隶属兴化省嘉兴府。法属初期，行政隶属变动频繁。1893年，殖民政府析置山罗州、莱州等地设立澫慕省，下辖山罗府、万安府和莱州道2府1道，山罗府辖奠边州、遵教州、顺州、山罗州、枚山州、安州6州，万安府辖扶安州、木州2州，莱州道辖莱州、琼崖州、伦州3州。
1904年8月23日，澫慕省改名为山罗省，省莅迁至山罗州（今山罗市），山罗州后改名为芒罗州。
1909年6月28日，殖民政府设立莱州省，莱州道3州和山罗府奠边州和遵教州划归莱州省管辖。此时，山罗省下辖顺州、芒罗州、枚山州、安州、扶安州和木州6州。
1946年，山罗省与莱州省、封土省合并为泰族自治区，由莱州土司刁文龙统治。
1948年1月25日，越南政府再将各战区合并为联区，战区抗战委员会改组为联区抗战兼行政委员会。第十战区和第十四战区合并为第十联区，设立第十联区抗战兼行政委员会，山罗省划归第十联区管辖，但此时北越政府并未实际控制山罗省。
1949年11月4日，第一联区和第十联区合并为越北联区，山罗省随之划归越北联区管辖。
1953年1月28日，越南民主共和国政府设立西北区，山罗省划归西北区管辖。
1953年3月27日，西北区以莱州省奠边州、山罗省枚山州和顺州部分区域析置马江州，隶属山罗省管辖。
1954年，越南民主共和国政府取得奠边府战役的胜利，正式接管山罗省。
1955年4月29日，越南民主共和国政府设立泰苗自治区，自治区废除省级，山罗省全省并入自治区，分为马江州、顺州、芒罗州、枚山州、安州、木州、扶安州7州。
1961年10月26日，芒罗州析置山罗市社。
1962年10月27日，泰苗自治区更名为西北自治区，复设省级，改州为县，山罗省下辖琼崖县、顺州县、芒罗县、枚山县、马江县、安州县、木州县7县和山罗市社。
1975年12月27日，越南撤销西北自治区，山罗省改由中央政府直接管辖，义路省扶安县和北安县划归山罗省管辖。山罗省下辖琼崖县、顺州县、芒罗县、枚山县、马江县、安州县、木州县、扶安县、北安县9县和山罗市社。
1979年3月13日，芒罗县7社划归山罗市社管辖。
2003年12月2日，马江县析置数及县，顺州县6社划归琼崖县管辖。
2005年10月6日，山罗市社被评定为三级城市。
2008年9月3日，山罗市社改制为山罗市。
2013年6月10日，木州县析置云湖县。
2019年4月25日，山罗市被评定为二级城市。
2024年11月14日，越南国会常务委员会通过决议，自2025年2月1日起，木州县改制为木州市社。

## 行政區劃
山羅省下轄1市1市社10縣，省莅山罗市。
- 山羅市（Thành phố Sơn La）
- 木州市社（Thị xã Mộc Châu）
- 北安縣（Huyện Bắc Yên）
- 枚山縣（Huyện Mai Sơn）
- 芒羅縣（Huyện Mường La）
- 扶安縣（Huyện Phù Yên）
- 瓊崖縣（Huyện Quỳnh Nhai）
- 馬江縣（Huyện Sông Mã）
- 數及縣（Huyện Sốp Cộp）
- 順州縣（Huyện Thuận Châu）
- 雲湖縣（Huyện Vân Hồ）
- 安州縣（Huyện Yên Châu）

## 教育
山罗省拥有西北大学，为越南西北部唯一的區域性公立綜合性大學。此外在2018年，山罗省曾发生国家高中毕业和大学入学统一考试严重舞弊事件。